# Maria Cristina d'Asburgo-Teschen
Maria Cristina d'Asburgo-Lorena (Maria Christina Désirée Henriette Felicitas Rainiera; Brno, 21 luglio 1858 – Madrid, 6 febbraio 1929) è stata principessa imperiale, arciduchessa d'Austria, principessa reale d'Ungheria e Boemia e regina consorte di Spagna.
Fu Reggente di Spagna per il figlio neonato Alfonso XIII di Spagna fino alla maggiore età di quest'ultimo.

## Biografia

### Infanzia ed educazione

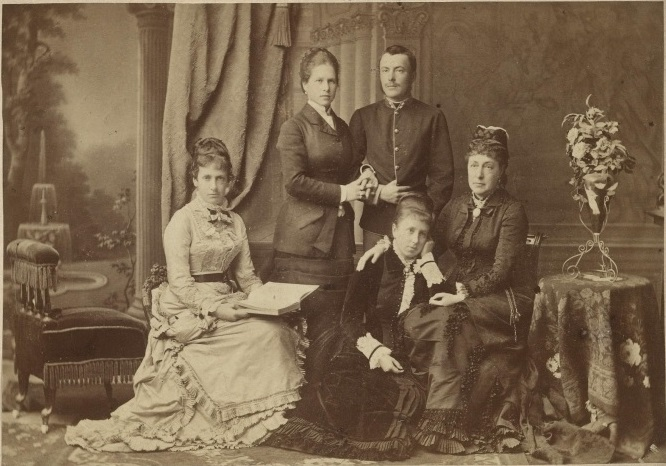
Maria Cristina fotografata insieme al fratello Federico con la moglie Isabella, alla madre Elisabetta Francesca e alla sorella Maria Teresa

Conosciuta in famiglia col nome di Christa, era nata al Castello di Židlochovice (ted.: Groß Seelowitz), presso Brno, in Moravia, figlia dell'arciduca Carlo Ferdinando d'Asburgo-Teschen e di sua moglie, l'arciduchessa Elisabetta Francesca d'Asburgo-Lorena. La sua sorellastra Maria Teresa Enrichetta fu l'ultima regina di Baviera, mentre i suoi fratelli Federico, Carlo Stefano ed Eugenio combatterono in veste di generali austriaci durante la prima guerra mondiale. Maria Cristina trascorse la sua giovinezza a Vienna, presso la corte dell'Imperatore Francesco Giuseppe, ricevendo una cultura di matrice cattolica.
Divenne una donna molto colta, con particolari propensioni nelle lingue, nella storia e nella letteratura. All'età di dieci anni, a seguito di una rivoluzione, il futuro Alfonso XII, figlio della regina Isabella di Spagna, dovette fuggire con la famiglia dal proprio regno. Stabilitosi dapprima a Parigi con i genitori e le sorelle, venne in seguito inviato a Vienna per frequentare il prestigioso Theresianum. Qui imparò a conoscere Cristina, che era più giovane di un solo anno. Dopo il ripristino della monarchia in Spagna a favore dei Borbone, avvenuto nel 1874, Alfonso ritornò quale sovrano nel proprio paese, sposando nel gennaio del 1878 una sua cugina, María de las Mercedes d'Orléans y Borbón. Maria Cristina vide in queste nozze infrangersi le sue speranze e assunse il 10 ottobre 1878 la carica di Badessa del capitolo nobile di canonichesse secolari fondato in onore di Santa Teresa da Maria Teresa d'Austria nel 1755 a Hradčany.

### Matrimonio

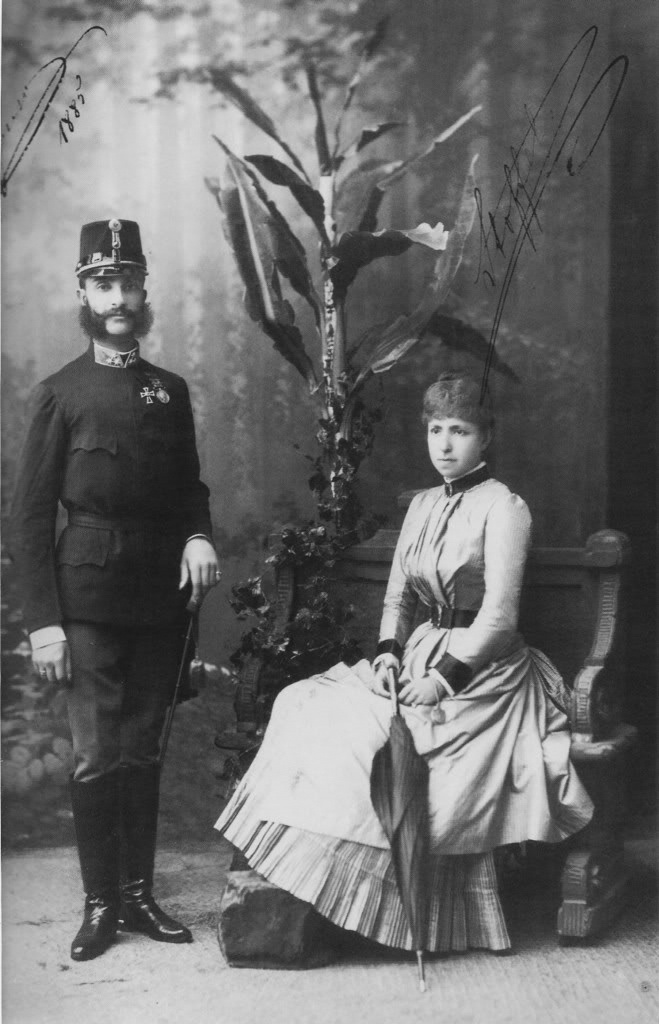
Alfonso XII di Spagna e Maria Cristina d'Austria nel 1880 circa

Il 29 novembre 1879 Maria Cristina sposò il re di Spagna Alfonso XII nella basilica de Atocha, diventando regina consorte. Durante i primi anni subì le infedeltà di Alfonso XII che, dopo la morte dell'amatissima prima moglie, si era dato a una frenesia sessuale continua. Quando la situazione divenne insostenibile, ci furono scenate da parte di Maria Cristina. Negli ultimi anni di matrimonio, tuttavia, la coppia reale sembrò ritrovare un certo affiatamento.

### Reggenza
Alfonso XII morì il 25 novembre 1885. La morte del re lasciò la Spagna incerta su quale sarebbe stato il futuro della giovane monarchia, ristabilita appena dieci anni prima. La regina Maria Cristina era incinta di tre mesi quando Alfonso XII morì e quindi Cánovas ritenne opportuno attendere la nascita del futuro Alfonso XIII prima di proclamare regina la principessa Mercedes.
Maria Cristina, inesperta in politica a causa del suo status di donna e principessa di corte, fu consigliata dalle due figure politiche più influenti dell'epoca, Cánovas e Sagasta. Allo scopo di evitare gli errori che diedero origine alla crisi del regno di Isabella II, si giunse al patto di El Pardo, attraverso il quale si istituì e consolidò il sistema nell'esercizio del potere tra liberali e conservatori.
I principali sostegni durante la sua reggenza erano la Chiesa e l'esercito. Consapevole dei problemi del regno della sua predecessora, rimase nel ruolo di moderatrice che le era stato concesso dalla Costituzione del 1876. Il secondo sostegno, quello della Chiesa cattolica, fu grazie alla pietà professata da Maria Cristina che contribuì a riprendere i rapporti tra la Santa Sede e il governo della Spagna, dissipando così i carlisti. Per questo motivo i suoi nemici politici le diedero il soprannome di "Doña Virtudes".
Durante il periodo della reggenza Maria Cristina consolidò la figura della corona spagnola con vari atti che avvicinarono la corona al popolo. Cominciò con il trasferimento alle Cortes per l'apertura delle successive legislature, nonché i vari viaggi in tutto il Paese. Maria Cristina fondò l'ideale del monarca che esiste ancora oggi.
Il ruolo di Maria Cristina nel sistema di governo era rappresentativo, dal momento che non partecipava agli scontri tra i partiti dinastici, rispettando il turno quando chiamava i candidati a formare un governo, sebbene si sentisse più vicina a Sagasta e non mettesse difficoltà a mantenere lunghi periodi di governo del partito liberale. Furono emanate, tra le altre, la Legge sul Suffragio Universale e la Legge sulle Associazioni.
Gli ultimi anni della sua reggenza furono caratterizzati dal problema marocchino e gli inizi del catalanismo politico. Inoltre, la perdita delle ultime due colonie ispano-americane (Cuba e Porto Rico) e delle Isole Filippine nel 1898 e l'inizio della decomposizione dei due partiti del turno quando Cánovas e Sagasta scomparvero pochi anni dopo, fecero precipitare il paese in una grave crisi.

### Ultimi anni e morte
Il suo più grande desiderio era quello di passare la corona a suo figlio, desiderio che si realizzò nel 1902, quando Alfonso XIII divenne maggiorenne e fu proclamato re di Spagna. Da quel momento si dedicò a opere di carità e vita familiare e, dal 1906, quando Alfonso sposò Vittoria Eugenia di Battenberg, utilizzò il titolo di "regina madre".
Nel 1887 fu inaugurato il casinò di San Sebastián, oggi sede del municipio. A Maria Cristina piaceva la città e non esitò a visitarla ogni estate. In suo ricordo dette il nome ad un ponte e al principale albergo della città. Ordinò anche la costruzione del Palazzo di Miramar nel 1888.
Il 5 febbraio 1929 frequentò per l'ultima volta il Teatro de la Zarzuela con la regina Vittoria Eugenia e le sue figlie. La famiglia reale cenò come di consueto al Palazzo Reale, alle nove di sera, senza che Maria Cristina mostrasse alcun problema di salute. Dopo il pasto, la famiglia reale si trasferì nel salotto, dove ogni sera veniva proiettato un film. Lo spettacolo si concluse alla mezzanotte e mezza del 6 febbraio e i sovrani, i loro figli e la regina madre salutarono il conte di Vados e le altre persone dell'entourage, ritirandosi nelle loro stanze private. Dopo aver raggiunto la sua stanza ed essere andata a letto, avvertì un forte dolore al petto, che quasi le impediva di respirare. La cameriera, vedendo la sua sofferenza, le chiese se voleva chiamare Sua Maestà, e la Regina Madre rispose di no. Dopo poco tempo, la regina ebbe un altro dolore lancinante, che la rese insensibile e cadde pesantemente sul cuscino. Fu sepolta nel monastero di El Escorial.

## Discendenza

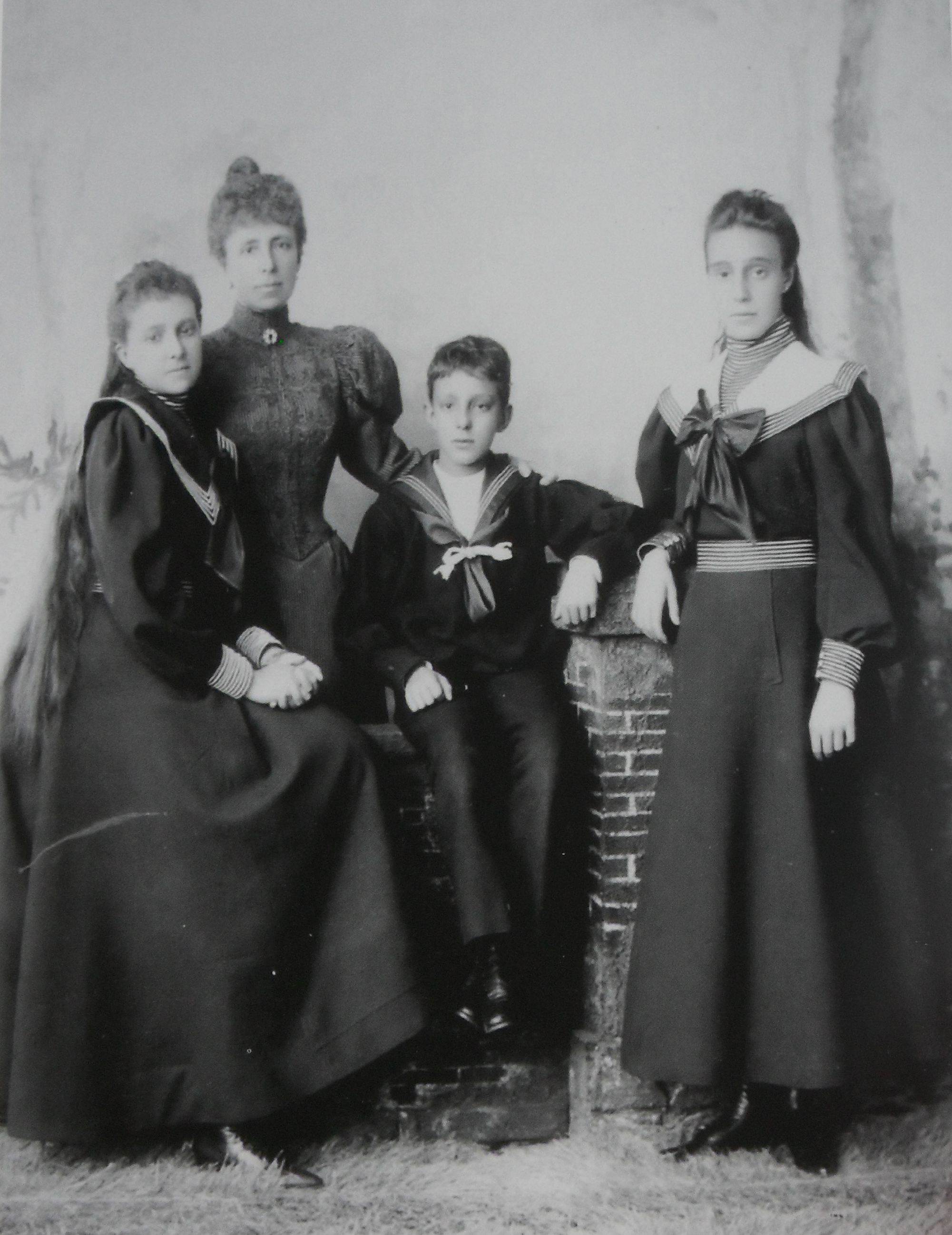
Maria Cristina con i tre figli.

Alfonso XII di Spagna e Maria Cristina d'Austria ebbero tre figli:
- Mercedes, principessa delle Asturie, (1880-1904), sposò il principe Carlo Tancredi di Borbone-Due Sicilie;
- Maria Teresa (1882-1912), sposò il principe Ferdinando di Baviera, primogenito del principe Ludovico Ferdinando di Baviera e di sua moglie l'infanta Maria de la Paz di Spagna;
- Alfonso XIII di Spagna (1886-1941), sposò Vittoria Eugenia di Battenberg.

## Onorificenze

Il monogramma personale della regina Maria Cristina.

## Ascendenza
|                                            |                              |                                             | Genitori                                |  |  | Nonni |  |  | Bisnonni                     |  |  | Trisnonni             |  |
|                                            |                              |                                             |                                         |  |  |       |  |  | Leopoldo II d'Asburgo-Lorena |  |  | Francesco I di Lorena |  |
|                                            |                              |                                             |                                         |  |  |       |  |  | Leopoldo II d'Asburgo-Lorena |  |  | Francesco I di Lorena |  |
|                                            |                              | Maria Teresa d'Austria                      |                                         |  |  |       |  |  | Leopoldo II d'Asburgo-Lorena |  |  |                       |  |
| Carlo d'Asburgo-Teschen                    |                              |                                             |                                         |  |  |       |  |  | Leopoldo II d'Asburgo-Lorena |  |  |                       |  |
|                                            |                              | Maria Luisa di Spagna                       | Carlo III di Spagna                     |  |  |       |  |  |                              |  |  |                       |  |
|                                            |                              | Maria Luisa di Spagna                       | Carlo III di Spagna                     |  |  |       |  |  |                              |  |  |                       |  |
|                                            |                              | Maria Luisa di Spagna                       | Maria Amalia di Sassonia                |  |  |       |  |  |                              |  |  |                       |  |
| Carlo Ferdinando d'Asburgo-Teschen         |                              | Maria Luisa di Spagna                       |                                         |  |  |       |  |  |                              |  |  |                       |  |
|                                            |                              | Federico Guglielmo di Nassau-Weilburg       | Carlo Cristiano di Nassau-Weilburg      |  |  |       |  |  |                              |  |  |                       |  |
|                                            |                              | Federico Guglielmo di Nassau-Weilburg       | Carlo Cristiano di Nassau-Weilburg      |  |  |       |  |  |                              |  |  |                       |  |
|                                            |                              | Federico Guglielmo di Nassau-Weilburg       | Carolina d’Orange-Nassau                |  |  |       |  |  |                              |  |  |                       |  |
| Enrichetta di Nassau-Weilburg              |                              | Federico Guglielmo di Nassau-Weilburg       |                                         |  |  |       |  |  |                              |  |  |                       |  |
|                                            |                              | Luisa Isabella di Kirchberg                 | Guglielmo Giorgio di Kirchberg          |  |  |       |  |  |                              |  |  |                       |  |
|                                            |                              | Luisa Isabella di Kirchberg                 | Guglielmo Giorgio di Kirchberg          |  |  |       |  |  |                              |  |  |                       |  |
|                                            |                              | Luisa Isabella di Kirchberg                 | Isabella Augusta di Reuss-Greiz         |  |  |       |  |  |                              |  |  |                       |  |
| Maria Cristina d'Asburgo-Teschen           |                              | Luisa Isabella di Kirchberg                 |                                         |  |  |       |  |  |                              |  |  |                       |  |
|                                            | Leopoldo II d'Asburgo-Lorena | Francesco I di Lorena                       |                                         |  |  |       |  |  |                              |  |  |                       |  |
|                                            | Leopoldo II d'Asburgo-Lorena | Francesco I di Lorena                       |                                         |  |  |       |  |  |                              |  |  |                       |  |
|                                            | Leopoldo II d'Asburgo-Lorena | Maria Teresa d'Austria                      |                                         |  |  |       |  |  |                              |  |  |                       |  |
| Giuseppe Antonio Giovanni d'Asburgo-Lorena | Leopoldo II d'Asburgo-Lorena |                                             |                                         |  |  |       |  |  |                              |  |  |                       |  |
|                                            |                              | Maria Luisa di Spagna                       | Carlo III di Spagna                     |  |  |       |  |  |                              |  |  |                       |  |
|                                            |                              | Maria Luisa di Spagna                       | Carlo III di Spagna                     |  |  |       |  |  |                              |  |  |                       |  |
|                                            |                              | Maria Luisa di Spagna                       | Maria Amalia di Sassonia                |  |  |       |  |  |                              |  |  |                       |  |
| Elisabetta Francesca d'Asburgo-Lorena      |                              | Maria Luisa di Spagna                       |                                         |  |  |       |  |  |                              |  |  |                       |  |
|                                            |                              | Ludovico Federico Alessandro di Württemberg | Federico II Eugenio di Württemberg      |  |  |       |  |  |                              |  |  |                       |  |
|                                            |                              | Ludovico Federico Alessandro di Württemberg | Federico II Eugenio di Württemberg      |  |  |       |  |  |                              |  |  |                       |  |
|                                            |                              | Ludovico Federico Alessandro di Württemberg | Federica Dorotea di Brandeburgo-Schwedt |  |  |       |  |  |                              |  |  |                       |  |
| Maria Dorotea di Württemberg               |                              | Ludovico Federico Alessandro di Württemberg |                                         |  |  |       |  |  |                              |  |  |                       |  |
|                                            |                              | Enrichetta di Nassau-Weilburg               | Carlo Cristiano di Nassau-Weilburg      |  |  |       |  |  |                              |  |  |                       |  |
|                                            |                              | Enrichetta di Nassau-Weilburg               | Carlo Cristiano di Nassau-Weilburg      |  |  |       |  |  |                              |  |  |                       |  |
|                                            |                              | Enrichetta di Nassau-Weilburg               | Carolina d'Orange-Nassau                |  |  |       |  |  |                              |  |  |                       |  |
|                                            |                              | Enrichetta di Nassau-Weilburg               |                                         |  |  |       |  |  |                              |  |  |                       |  |